# 吕登明
吕登明（1945年—），山东齐河人，中国人民解放军将领、中国人民解放军中将。 
2004年，授予中国人民解放军中将，曾任成都军区参谋长。 
2008年，当选第十一届全国政协委员，代表特别邀请人士，分入第五十六组。